# Adrian Emanuil Semcu
Adrian Emanuil Semcu (n. 9 iulie 1960, Carei, Satu Mare, România) este un politician român, membru al Parlamentului României în legislaturile 2000-2004 și 2004-2008 pe listele PNL. În legislatura 2000-2004, Adrian Emanuil Semcu a fost validat pe data de 24 iunie 2003 când l-a înlocuit pe deputatul Dinu Patriciu. În legislatura 2004-2008, Adrian Emanuil Semcu a fost ales deputat pe listele PNL și a fost membru în grupurile parlamentare de prietenie cu Republica Cipru, Statul Kuwait, Regatul Țărilor de Jos (Olanda), Ungaria și Regatul Hașemit al Iordaniei. Adrian Emanuil Semco a demisionat pe data de 8 iulie 2008 și a fost înlocuit de deputatul Alexandri Nicolae.
Adrian Emanuil Semcu a fost președinte al PNL Prahova, funcție la care a fost silit de Crin Antonescu să renunțe în decembrie 2011.
Adrian Emanuil Semcu a fost vicepreședinte al Consiliului Județean Prahova, funcție la care a renunțat pe 18 aprilie 2012.. În 31 august 2012, s-a alăturat Forței Civice, iar la 7 septembrie a fost ales vice-președinte al acestei formațiuni. Adrian Emanuil Semcu a fost numit în mai 2015 director general al societății Hidro Prahova S.A. Adrian Emanuil Semcu este doctor în științe agricole de la Universitatea de Științe Agronomice și Medicină Veterinară București (2008) și doctor în Apărare și Securitate Națională de la Universitatea Națională de Apărare, Facultatea de Securitate Națională și Apărare, București (2010).